# Sauvagesia guianensis
Sauvagesia guianensis är en tvåhjärtbladig växtart. Sauvagesia guianensis ingår i släktet Sauvagesia och familjen Ochnaceae.

## Underarter
Arten delas in i följande underarter:
- S. g. araracuarensis
- S. g. guianensis